# St. Antonius (Wesel)
St. Antonius ist eine römisch-katholische Kirche am östlichen Stadtrand von Wesel am Niederrhein. Sie war bei ihrer Fertigstellung im Jahr 1924 das erste Kirchengebäude in der damaligen Gemeinde Obrighoven-Lackhausen. Seit 2013 ist sie Teil der Pfarrei Sankt Nikolaus.

## Lage
Das Kirchengebäude von St. Antonius liegt im Weseler Stadtteil Obrighoven-Lackhausen, der bis 1969 eine eigenständige Gemeinde war. Sie liegt am südlich von der Bundesstraße 58 abzweigenden Sankt-Antonius-Weg. Durch die Lage südlich der Bundesstraße gehört sie offiziell zum Ortsteil Wittenberg und nicht zum nördlich der Straße gelegenen Obrighoven, jedoch war Wittenberg historisch ein Teil von Obrighoven und wird auch heute noch häufig als Teil Obrighovens angesehen. Ohnehin wurde St. Antonius in den 1920er Jahren als Kirche für das gesamte Obrighoven errichtet und ist weiterhin die einzige katholische Kirche am östlichen Weseler Stadtrand. Ebenfalls östlich der Innenstadt gelegen sind die katholischen Kirchen St. Franziskus in Schepersfeld und die Friedenskirche zu den Heiligen Engeln in Fusternberg.

## Geschichte
Bereits im Spätmittelalter gehörte die Bauerschaft Obrighoven zum Einflussbereich der Stadt Wesel und besaß als Teil des Kirchspiels Wesel kein eigenes Kirchengebäude. Nach der Reformation im 16. Jahrhundert war Obrighoven überwiegend kalvinistisch geprägt, es gab jedoch weiterhin für keine Konfession eine Kirche. Seit 1734 waren die örtlichen Katholiken offiziell der Kirchengemeinde von St. Martini in der Weseler Innenstadt zugewiesen.
Im frühen 20. Jahrhundert wurde die Errichtung einer eigenen Kirche vorangetrieben. Durch den Einsatz Obrighovener Bürger wurde erreicht, dass ab November 1919 im Saal einer neben der heutigen Kirche gelegenen Gaststätte regelmäßig eine Messe stattfinden konnte. 1921 wurde ein Kirchbauverein gegründet und vor allem durch private Spenden konnte im Juli 1923 mit dem Bau der Kirche begonnen werden. In ihrem inneren wurde sie unter anderem mit einem barocken Hauptaltar und einer vermeintlichen Reliquie des Heiligen Antonius von Padua ausgestattet.
Nach dem Zweiten Weltkrieg erlangte sie zeitweilig eine große lokale Bedeutung, da die Innenstadtkirchen zerstört waren und St. Antonius nun weitaus mehr Zulauf bekam. In der Nachkriegszeit wurden in der Umgebung der Kirche ein Jugendheim, ein Kindergarten und ein Pfarrhaus errichtet. 1966 wurde sie zu einer eigenständigen Pfarrei erhoben. Im Rahmen einer umfassenden Renovierung erhielt das Gebäude 1970 einen neuen Kirchturm, zudem wurde das Kirchenschiff vergrößert. 2012 fand erneut eine Renovierung statt. Am 19. Mai 2013 wurden St. Antonius und drei weitere Weseler Pfarreien zur neuen Pfarrei St. Nikolaus zusammengelegt. Diese umfasst seither neun Kirchen in den rechtsrheinischen Weseler Stadtteilen.